# Stazione di Busto Arsizio Nord (1887)
La stazione di Busto Arsizio Nord è stata una stazione ferroviaria posta sulla linea Saronno-Novara, a servizio del comune Busto Arsizio.

## Storia

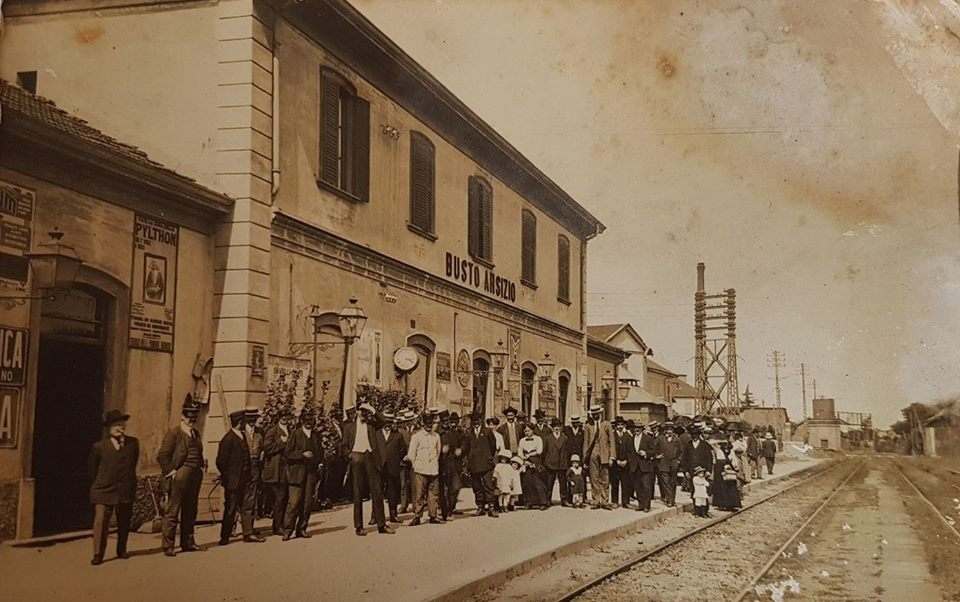
La stazione negli anni 1920

La stazione, situata in fondo alla via Ugo Foscolo, fu attivata nel il 27 giugno 1887 insieme alla prima tratta Novara-Busto Arsizio mentre il 5 ottobre dello stesso anno fu attivata la seconda tratta Busto Arsizio-Saronno. La stazione continuò il suo esercizio fino alla sua chiusura avvenuta nel 1991 quando venne sostituita dalla nuova inaugurata il 1º luglio 1996, in occasione dell'interramento e del raddoppio della tratta ferroviaria. Il vecchio fabbricato viaggiatori fu abbattuto dopo oltre cent'anni di servizio il 12 luglio 1991, e il vecchio sedime ferroviario adibito a parcheggio.

## Movimento
La stazione era servita dai treni regionali in servizio sulla tratta Milano–Saronno–Novara.

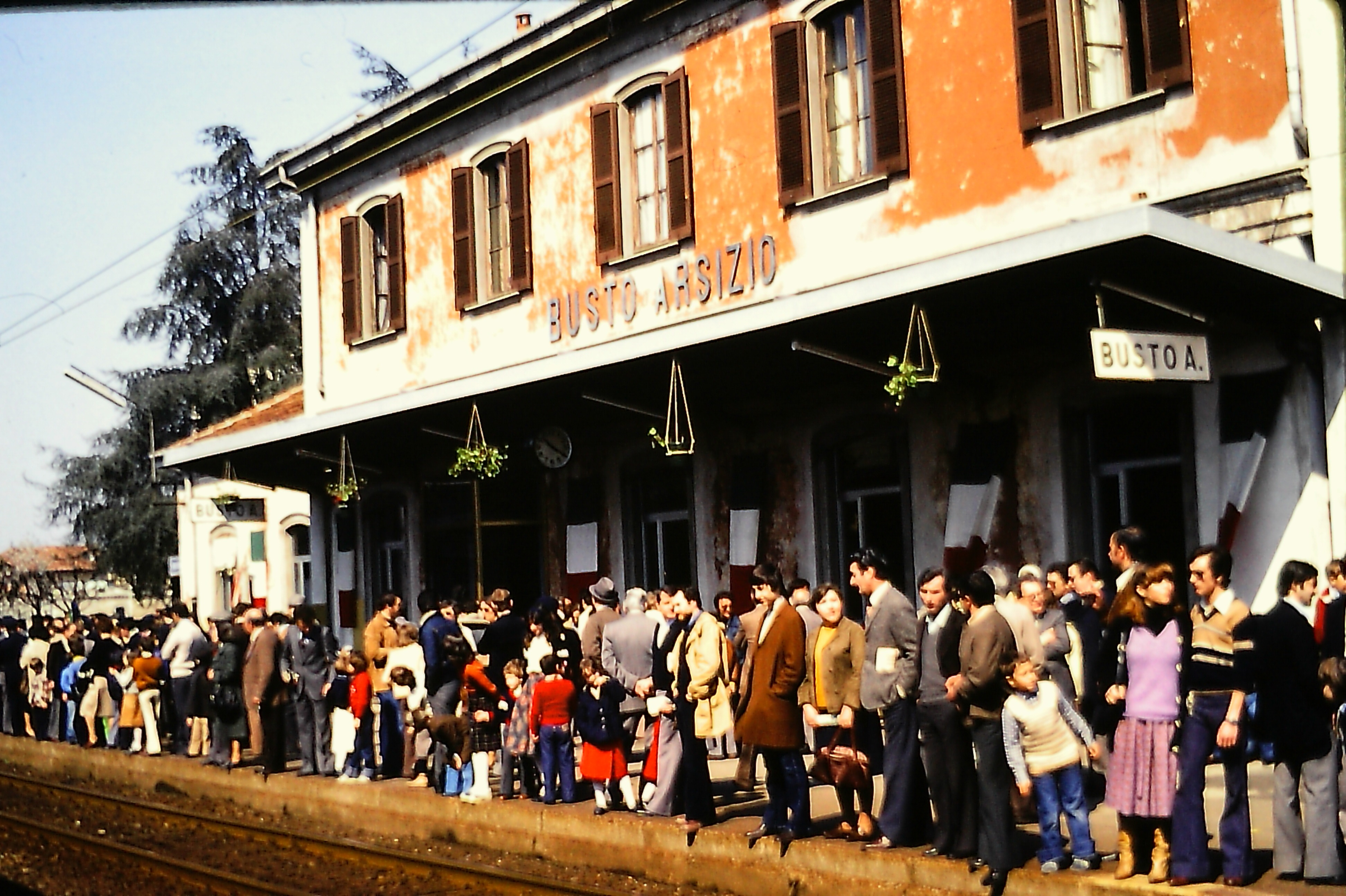
La stazione nel 1978

## Interscambi
Fra il 1887 e il 1951 presso la stazione era possibile l'interscambio con i convogli in servizio sulla tranvia Milano-Gallarate, gestita dalla STIE.